# Advance Wars 2: Black Hole Rising
Advance Wars 2: Black Hole Rising é um jogo de estratégia em turnos produzido pela Intelligent Systems e publicado pela Nintendo para o Game Boy Advance. É a sequência de Advance Wars, também para o Game Boy Advance. Nenhum foi lançado na data oficial do Japão por causa dos ataques terroristas de 11 de setembro. Foi mais tarde lançado em 2004 junto com o primeiro jogo como Game Boy Wars Advance 1+2.